# القيد (مسلسل)
مسلسل القيد هو مسلسل سوري تم إنتاجه عام 1996 وهو قصة وسيناريو وحوار نبيل الغربي وإخراج غسان جبري. المسلسل مكون من 8 حلقات ومدة كل حلقة أكثر من ساعة.

## القصة
يحكي المسلسل قصته عن أيمن (فراس إبراهيم) الذي يولد بأسرة متفككة يقوم أبوه بضرب أمه (ليلى جبر) ويعمل على تقيده وربطه، ينفصل الأبوان ويبقى أيمن (فراس إبراهيم) عند أبوه الذي تزوج من أخرى، يهرب الولد ليجد نفسه قد تربى عند عائلة (عبد الرحمن آل رشي)، وعندما يكبر يكون نسخة عن أبيه في الشكل ويبقى نأثير الألم والقيد يلاحقه، حتى يكتشف أين أمه واخوته من أبواه.

## طاقم التمثيل
- فراس إبراهيم
- ليلى جبر
- عبد الرحمن آل رشي
- باسم ياخور
- لينا حوارنة
- يارا صبري
- نجاح العبد الله
- محمد الحريري
- مهند قطيش
- أمية ملص

## وصلات خارجية
- القيد على موقع قاعدة بيانات الأفلام العربية
- القيد في قاعدة بيانات الأفلام العربية